# James Davis
James Davis, född den 19 mars 1976, är en amerikansk friidrottare som tävlar i kortdistanslöpning.
Davis deltog i det amerikanska stafettlag över 4 x 400 meter, tillsammans med Jerome Young, Milton Campbell och Tyree Washington som vann guld vid Inomhus-VM 2003. 
Han blev även världsmästare vid Inomhus-VM 2008 på samma distans, denna gång tillsammans med Jamaal Torrance, Greg Nixon och Kelly Willie.

## Personligt rekord
- 400 meter - 45,21